# Marcelo Azcárraga Palmero

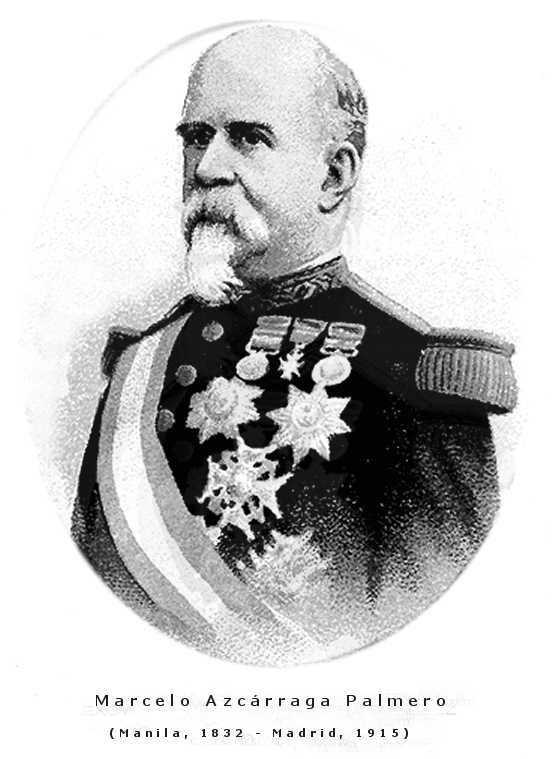
Marcelo Azcárraga Palmero.

Marcelo Azcárraga y Palmero (Manilla, 4 september 1832 - Madrid, 30 mei 1915) was een Spaans generaal, politicus en eerste minister.

## Levensloop

### Militaire loopbaan, restauratie van de monarchie en ministerschap
Azcárraga Palmero, de zoon van de Spaanse generaal José Azcárraga en van een Filipijnse vrouw, vervolledigde een studie in de rechtswetenschappen aan de University of Santo Tomas en waar hij ook de eerste prijs in het vak wiskunde behaalde. Vervolgens keerde hij op de vraag van zijn vader terug naar Spanje om er aan de militaire academie te studeren. Hij studeerde er af als officier en werd al snel tot hoofdman bevorderd. In juli 1856 zorgde hij samen met Leopoldo O'Donnell voor de val van premier Baldomero Espartero, waarna hij als majoor in de generaalsstaf naar Cuba gestuurd was. Van 1861 tot 1862 nam hij deel aan de expeditie van Mexico en van 1864 tot 1865 eveneens aan de expeditie van de Dominicaanse Republiek. Na de revolutie van 1868, waarbij koningin Isabella II werd afgezet, werd hij in 1872 onder de nieuwe koning Amadeus I onderstaatssecretaris op het ministerie van Oorlog.
Hij was een overtuigde aanhanger van de restauratie van de monarchie van de Bourbons en in december 1874 zette hij zich in voor de proclamatie van Alfons XII, de zoon van koningin Isabella II, tot nieuwe koning van Spanje. Vervolgens werd hij tot luitenant-generaal bevorderd en tot chef van de legerstaf. In deze laatste functie nam hij deel aan de strijd tegen de carlisten in het noorden van Spanje. Voor zijn militaire successen werd hij in 1875 benoemd tot veldmaarschalk.
Op 20 januari 1876 begon hij aan zijn politieke loopbaan als afgevaardigde in het Congres van Afgevaardigden voor de Conservatieve Partij en bleef dit tot in april 1879.
In september 1878 was hij ad interim minister van Oorlog in de regering van Antonio Cánovas del Castillo, waarna hij van 1879 tot 1880 lid was van de Spaanse Senaat. Van december 1884 tot in maart 1885 was hij opnieuw senator. In de volgende jaren was hij kapitein-generaal in de provincies Navarra en Valencia.
Van 5 juli 1890 tot en met 11 december 1892 was hij minister van Oorlog in de nieuwe regering van Antonio Cánovas del Castillo. Op 27 februari 1891 werd hij via een koninklijk decreet benoemd tot senator voor het leven. Van februari tot maart 1892 was hij eveneens ad interim minister van Marine. Van 23 maart 1895 tot 4 oktober 1897 was hij opnieuw minister van Oorlog in de laatste regering onder leiding van Cánovas del Castillo.

### Premierschappen en Senaatsvoorzitterschappen
Nadat Cánovas op 8 augustus 1897 overleed, was hij tot en met 21 augustus ad interim eerste minister van Spanje. Op 21 augustus 1897 werd zijn premierschap effectief en dit tot en met 4 oktober 1897, toen Práxedes Mateo Sagasta eerste minister werd. Van 2 oktober 1899 tot en met 18 oktober 1900 was hij opnieuw minister van Oorlog in de regering van Francisco Silvela y de Le Vielleuze.
Op 23 oktober 1900 volgde hij Silvela y de la Vielleuze op als premier van Spanje en bleef dit tot en met 6 maart 1901, toen Mateo Sagasta opnieuw premier werd. In oktober 1900 was hij tevens voor enkele weken ad interim minister van Marine. Op 17 mei 1903 werd hij voorzitter van de Spaanse Senaat.
Van 16 december 1904 tot en met 27 januari 1905 was hij voor een derde maal premier van Spanje en tot en met 6 januari 1905 was hij nogmaals minister van Marine ad interim. Van 12 mei 1907 tot en met 14 juni 1910 en van 2 april 1914 tot aan zijn dood was hij nog tweemaal Senaatsvoorzitter.
In 1904 werd hij voor zijn verdienste toegelaten in de Orde van het Gulden Vlies. In 1911 werd hij eveneens benoemd tot kapitein-generaal van de strijdkrachten en mocht deze titel behouden tot aan zijn dood.
- Biblioteca Nacional de España: XX1521756
- International Standard Name Identifier: 0000 0000 6006 9991
- Library of Congress Control Number: no2011149441
- Virtual International Authority File: 87247193
- WorldCat: E39PBJg8DKW49WVQgDxVYRQTHC